# Clathrina lacunosa
Clathrina lacunosa is een in zee levende sponssoort in de taxonomische indeling van de kalksponzen (Calcarea) en behoort tot de familie Clathrinidae. De wetenschappelijke naam van de soort werd in 1842 voor het eerst geldig gepubliceerd door Johnston als Grantia lacunosa.

## Beschrijving
G. lacunosa heeft een enigszins afgeplatte, bolvormige structuur van fijne witte of gebroken witte buisjes (parenchym) die uit calciumcarbonaat bestaan. Onder een microscoop is zichtbaar dat de buiswanden glad zijn. De diameter van de gehele spons is minder dan 3 cm. Het is met een dunne steel aan het substraat bevestigd. 

## Verspreiding en leefgebied
G. lacunosa komt voor in de oostelijke Atlantische Oceaan, van de Middellandse Zee in het zuiden tot het Noordpoolgebied in het noorden. Het geeft de voorkeur aan hard substraat en wordt vaak waargenomen op steile, rotsachtige hellingen. Het komt het meest voor op relatief ondiepe diepten, tot 200 meter.